# Abiponer

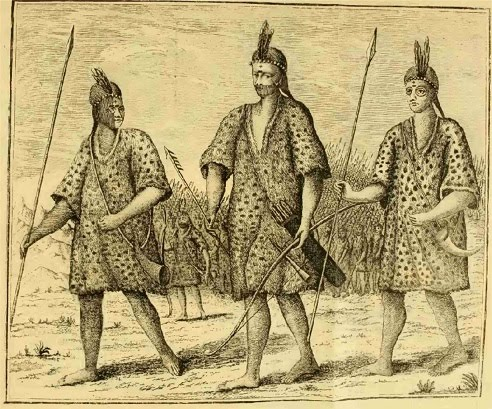
Teckning föreställande krigsmålade Abiponer.

Abiponer är en argentinsk indianstam som i äldre tider bodde vid La Plata och där förde ständiga krig med spanjorerna, men som 1824 flyttades till kolonien Sauce i provinsen Santa Fé där dess medlemmar, omkring 800 vid 1900-talets början, bedrev jordbruk.